# Blossia lapidicola
Blossia lapidicola är en spindeldjursart som först beskrevs av Lawrence 1935.  Blossia lapidicola ingår i släktet Blossia och familjen Daesiidae. Inga underarter finns listade.